# Makó
Makó (romanès: Macǎu; eslovac: Makov) és una ciutat d'Hongria situada al sud de l'estat, a la província de Csongrád. Té uns 52.000 habitants.
En ser una ciutat fronterera amb Romania, fa de pont entre dues cultures, una catòlica i una d'altra d'ortodoxa. A la Segona Guerra Mundial va passar a tenir un 97% d'hongaresos quan el 1880 n'eren un 78%, comptant jueus i alemanys.

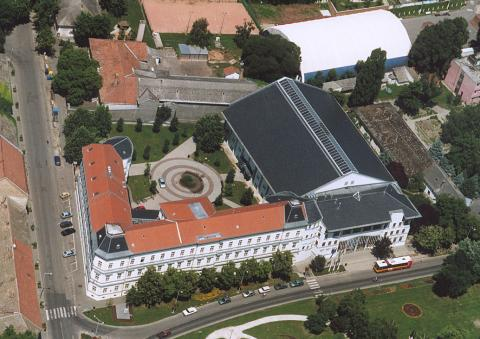
Vista aèria

El 1847 hi va néixer el periodista Joseph Pulitzer que als 17 anys va emigrar als Estats Units i seguint els desitjos del qual es van crear, pòstumament, els Premis Pulitzer.

## Ciutats agermanades
- Želiezovce, Eslovàquia